# Myxophora leptogiophila
Myxophora leptogiophila är en lavart som först beskrevs av Minks ex G. Winter, och fick sitt nu gällande namn av Nik. Hoffm. & Hafellner 2000. Myxophora leptogiophila ingår i släktet Myxophora, klassen Dothideomycetes, divisionen sporsäcksvampar och riket svampar.   Inga underarter finns listade i Catalogue of Life.